# Ascotis dimitrini
Ascotis dimitrini là một loài bướm đêm trong họ Geometridae.